# Gle Weuageh
Gle Weuageh är en kulle i Indonesien.   Den ligger i provinsen Aceh, i den västra delen av landet, 1 800 km nordväst om huvudstaden Jakarta. Toppen på Gle Weuageh är 108 meter över havet.
Terrängen runt Gle Weuageh är platt åt nordost, men åt sydväst är den kuperad.Runt Gle Weuageh är det tätbefolkat, med 442 invånare per kvadratkilometer. Närmaste större samhälle är Sigli, 14,0 km nordost om Gle Weuageh. Trakten runt Gle Weuageh består till största delen av jordbruksmark.